# Piers Sellers
Piers John Sellers (Ph.D.) OBE (11 d'abril de 1955 - 23 de desembre de 2016) fou un meteoròleg americà nascut al Regne Unit. També fou astronauta de la NASA. Era veterà de tres missions del transbordador espacial.
Sellers es va graduar a la Cranbrook School, Cranbrook, Kent, Regne Unit, en el 1973 i va assolir el bachelor of science degree en ciència ecològica de la Universitat d'Edimburg en el 1976. En el 1981 va obtenir un doctorat en biometeorologia de la Universitat de Leeds.
Abans d'unir-se al cos d'astronautes, Sellers va treballar al NASA Goddard Space Flight Center en la investigació sobre com la biosfera i l'atmosfera de la Terra interaccionen. Aquest treball va permetre un sistema climàtic de simulació d'ordinador i en el treball de camp utilitzant aeronaus, satèl·lits i suport de terra.

## Personal
Sellers va néixer a Crowborough, Sussex. La seva educació va començar a l'Escola Pre-preparatoria de Tyttenhanger Lodge a Seaford, East Sussex, i Cranbrook School, Kent, on va ser entrenat com un cadet de la Royal Air Force per pilotar planadors i aeronaus. Va obtenir una llicenciatura en ciències en ecologia de la Universitat d'Edimburg i un doctorat en biometeorologia de la Universitat de Leeds.

## Carrera
Sellers i la seva dona van marxar del Regne Unit en el 1982, traslladant-se als Estats Units, on va començar la seva carrera a la NASA com a meteoròleg d'investigació al Goddard Space Flight Center a Greenbelt, Maryland. El treball de Sellers en el camp de la meteorologia, es va enfocar principalment en la simulació per ordinador de sistemes climàtics, però va mantenir les seves habilitats de pilot d'avions. Sellers va començar a aplicar-se anualment per esdevenir un astronauta en el 1984, però la seva falta de ciutadania en els Estats Units va ser un problema: va esdevenir un ciutadà naturalitzat en el 1991.

## Carrera a la NASA

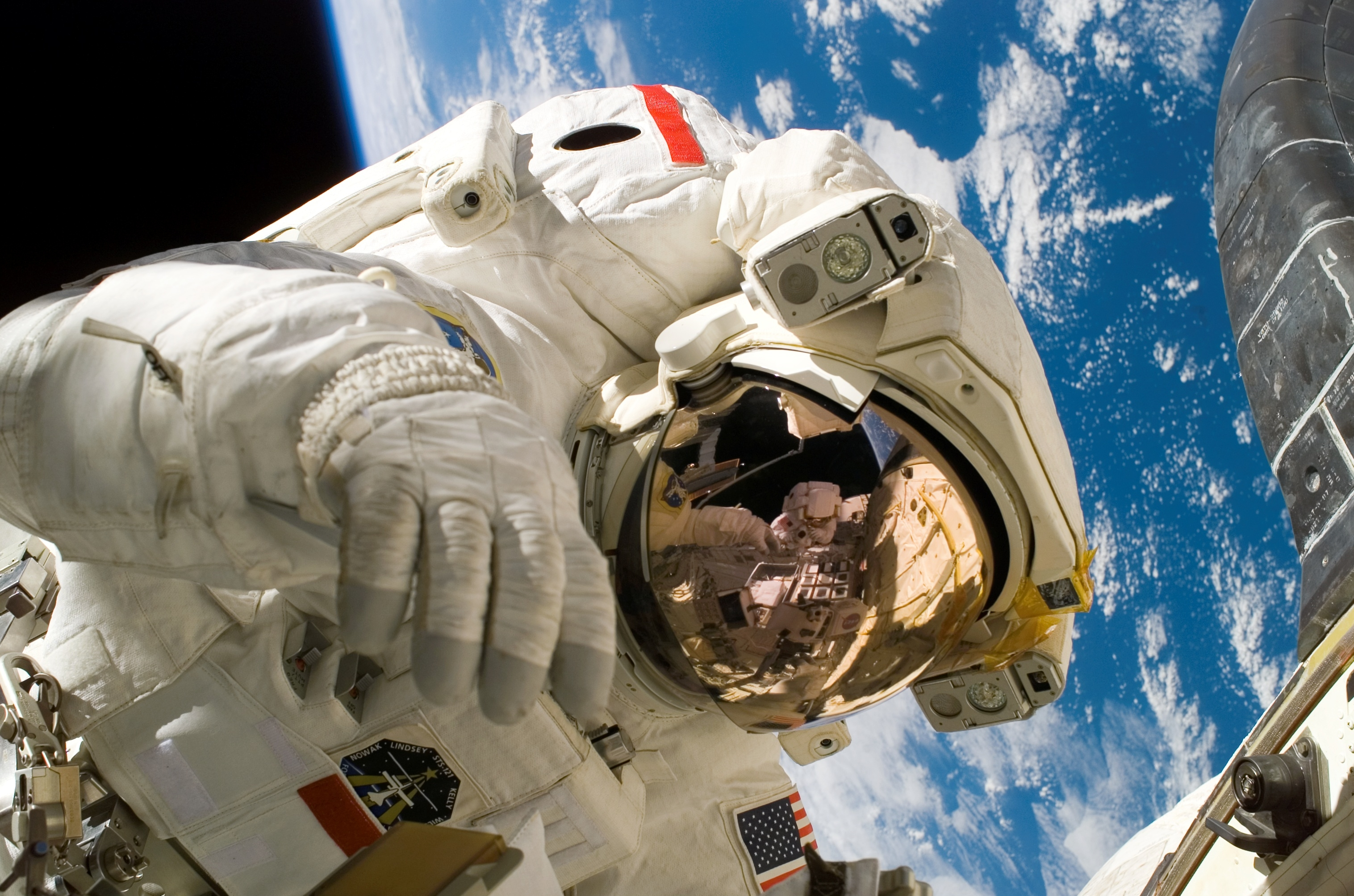
Sellers realitzant una caminada espacial durant el STS-121.

Seleccionat com a candidat a astronauta per la NASA an l'abril de 1996, Piers va ingressar al Johnson Space Center de la NASA a l'agost de 1996. Va completar dos anys de formació i avaluació, i se li va assignar inicialment tasques tècniques en la Astronaut Office Computer Support Branch, seguit del servei a la Astronaut Office Space Station Branch. Durant aquest temps, en Piers va treballar a temps parcial a Moscou com a enllaç tècnic en programari informàtic de l'ISS. Va volar dues vegades, Piers ha registrat més de 559 hores en l'espai, incloent gairebé 41 hores d'EVA en 6 passejos espacials.

### Experiència en el vol espacial
STS-112 —- Transbordador espacial Atlantis — (7–18 d'octubre de 2002) va ser una missió de muntatge de l'Estació Espacial Internacional que la tripulació va dur a terme operacions conjuntes amb l'Expedició-5en el lliurament i la instal·lació de la S-One Truss (la tercera peça de l'estació de l'onzena peça de la Integrated Truss Structure). Per equipar i activar el nou component Sellers va realitzar tres passeigs espacials i va registrar un total de 19 hores i 41 minuts d'EVAs. La tripulació també va transfererir la càrrega entre els dos vehicles i utilitzar els propulsors del transbordador durant dos maniobres per elevar l'òrbita de l'estació. El STS-112 va ser la primera missió d'un transbordador en utilitzar una càmera al Tanc Extern, proporcionant imatges en directe del llançament pels controladors de vol i espectadors de NASA TV. La missió es va dur a terme en 170 òrbites, viatjant 4,5 milions de milles en 10 dies, 19 hores, i 58 minuts.
STS-121 — Transbordador espacial Discovery — (4–17 de juliol de 2006), va ser una missió de prova de retorn al vol i muntatge de l'Estació Espacial Internacional. Durant el vol de 13 dies, la tripulació del Discovery va provar nous equips i procediments que augmenten la seguretat dels transbordadors espacials, i produïts com mai abans, imatges d'alta resolució de la nau durant i després del seu llançament del 4 de juliol. L'equip també va fer tasques de manteniment a l'estació espacial, lliurant i transferint més de 28.000 lliures de subministraments i equips, i un nou membre de la tripulació de l'Expedició 13 a l'estació. Sellers i Mike Fossum van realitzar tres EVAs per provar l'ampliació del braç robòtic de 50 peus com a plataforma de treball. Es retira i es substitueix un cable que proporciona energia, connexions de dades, vídeo i comandament al cotxe mòbil transportador de l'estació. També van provar tècniques per inspeccionar i reparar els enllaços carboni-carboni reforçat que protegeixen als segments de con del nas de la nau i la vora d'atac de les ales. La missió STS-121 es va finalitzar en 306 hores, 37 minuts i 54 segons.
Va prendre un pegat de vellut de cimera de la Universitat d'Edimburg a l'espai en el seu vol, que va ser cosit a la caputxa de graduació utilitzada durant les cerimònies de graduació de la Universitat.

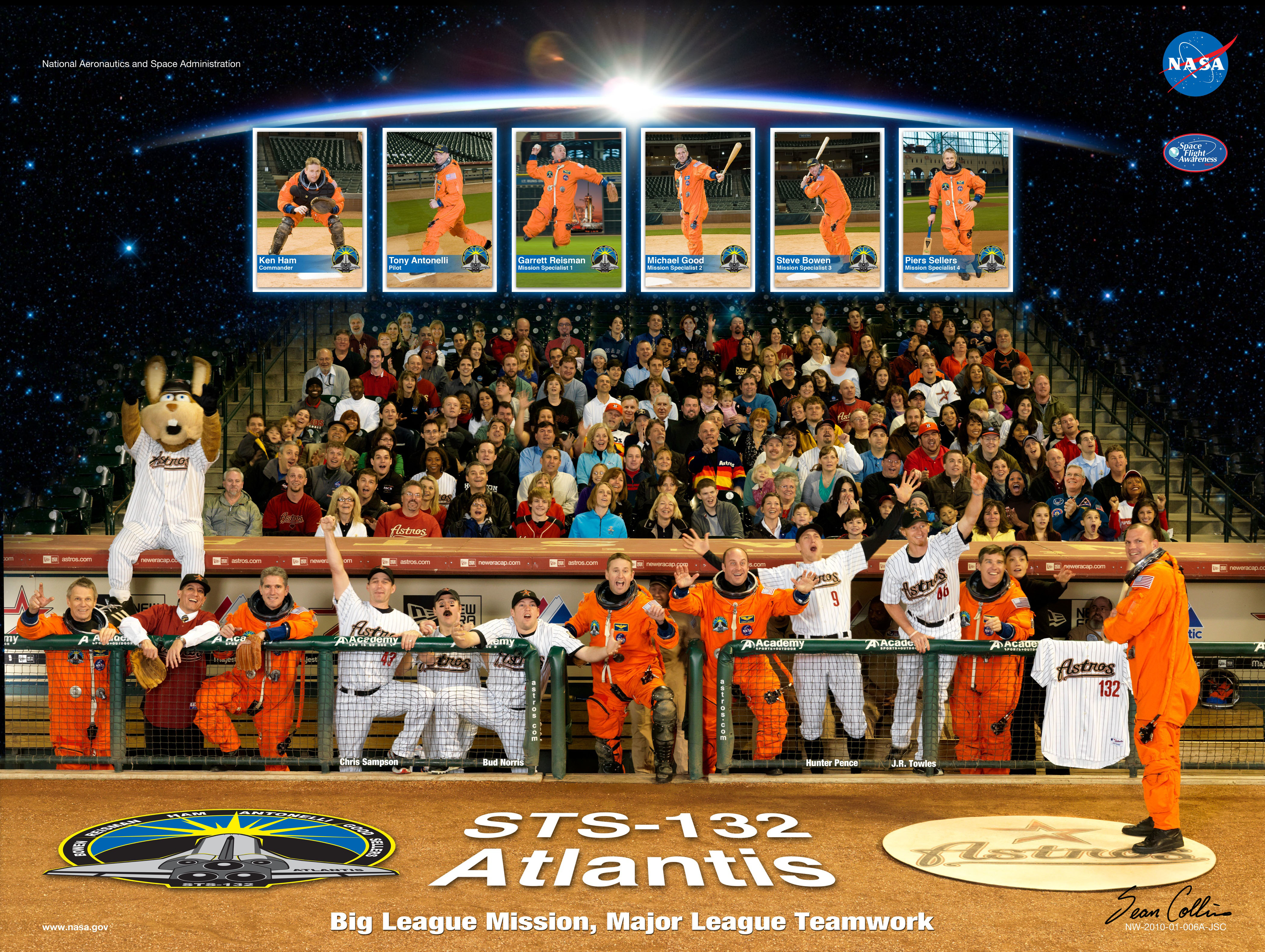
Pòster de la missió STS-132

STS-132 —- Transbordador espacial Atlantis — (14–26 de maig de 2010) va ser una missió de muntatge de l'Estació Espacial Internacional. La càrrega útil principal va ser el mòdul de mini-recerca rus Rassvet juntament amb un Integrated Cargo Carrier-Vertical Light Deployable (ICC-VLD). Aquesta va ser l'última missió programada del Atlantis. Sellers va prendre una mostra de 4 polzades de llarg de fusta del pomer d'Isaac Newton. La peça de l'arbre original que suposadament va inspirar la teoria de la gravetat de Newton, juntament amb una imatge de Newton. La fusta és part de la col·lecció dels arxius de la Royal Society a Londres, i va tornar-hi després del vol.
També va portar una aquarel·la de la Cranbrook School pintada per Brenda Barratt. i una bandera de la Universitat d'Edimburg, que va presentar a la Universitat quan ell i els seus companys de tripulació van fer una visita per fer una xerrada sobre el STS-112. Aquesta bandera es pot veure a les vitrines de darrere de la Recepció de l'Old College, Edimburg.
Al cartell de la missió, que va comptar amb els jugadors d'un equip de beisbol, Piers va ser fotografiat sostenint un bat de cricket, que simbolitza la seva herència britànica.

## Honors i premis
- 1994 NASA Exceptional Scientific Achievement Award
- 1995 Arthur Fleming Award
- 1996 Membre de la American Geophysical Union
- 1997 American Meteorological Society Houghton Award & Fellow of the American Meteorological Society

Sellers va ser nomenat amb l'Orde de l'Imperi Britànic (OBE) en els honors de l'Any Nou de 2011 per als serveis a la ciència.